# Hank Williams III
Hank Williams III (* jako Shelton Hank Williams; 12. prosince 1972 Nashville, Tennessee, USA) je americký zpěvák, kytarista, hudební skladatel. Je vnukem Hanka Williamse a jeho otec je Hank Williams, Jr.. Hraje převážně country, ale byl členem i několika heavy metalových a punk rockových skupin, jako jsou Superjoint Ritual, Arson Anthem a Assjack.

## Diskografie
- Three Hanks: Men with Broken Hearts (1996)
- Risin' Outlaw (1999)
- Lovesick, Broke and Driftin' (2002)
- Straight to Hell (2006)
- Damn Right, Rebel Proud (2008)
- Rebel Within (2010)
- Hillbilly Joker (2011)
- Ghost to a Ghost/Gutter Town (2011)
- 3 Bar Ranch Cattle Callin' (2011)
- Attention Deficit Domination (2011)
- Long Gone Daddy (2012)